# فاندربيلت (ميشيغان)
فاندربيلت (بالإنجليزية: Vanderbilt, Michigan)‏ هي منطقة سكنية تقع في الولايات المتحدة في Otsego County. يقدر عدد سكانها بـ 562 نسمة ومساحتها 2.93 كم2 وترتفع عن سطح البحر 334 متر.

## التركيبة السكانية
قام مكتب تعداد الولايات المتحدة بتحديد بيانات التركيبة السكانية لفاندربيلت في تعداد الولايات المتحدة. في ما يلي، التركيبة السكانية حسب تعدادي 2000 و2010.

### تعداد عام 2000
بلغ عدد سكان فاندربيلت 587 نسمة بحسب تعداد عام 2000، وبلغ عدد الأسر 241 أسرة وعدد العائلات 148 عائلة مقيمة في القرية.
وتوزع التركيب العرقي للقرية بنسبة 97.79% من البيض و 1.70% من الأمريكيين الأصليين و 0.17% من الأمريكيين الأفارقة و 0.34% من عرقين مختلطين أو أكثر.
بلغ عدد الأسر 241 أسرة كانت نسبة 29.0% منها لديها أطفال تحت سن الثامنة عشر تعيش معهم، وبلغت نسبة الأزواج القاطنين مع بعضهم البعض 46.5% من أصل المجموع الكلي للأسر، ونسبة 10.0% من الأسر كان لديها معيلات من الإناث دون وجود شريك، وكانت نسبة 38.2% من غير العائلات. تألفت نسبة 33.6% من أصل جميع الأسر من أفراد ونسبة 14.9% كانوا يعيش معهم شخص وحيد يبلغ من العمر 65 عاماً فما فوق. وبلغ متوسط حجم الأسرة المعيشية 3.09، أما متوسط حجم العائلات فبلغ 2.44.
بلغ العمر الوسطي للسكان 36 عاماً. وكانت نسبة 25.7% من القاطنين تحت سن الثامنة عشر، وكانت نسبة 10.6% بين الثامنة عشر والأربعة وعشرون عاماً، ونسبة 28.8% كانت واقعةً في الفئة العمرية ما بين الخامسة والعشرون حتى والأربعة وأربعون عاماً، ونسبة 20.1% كانت ما بين الخامسة والأربعون حتى الرابعة والستون، ونسبة 14.8% كانت ضمن فئة الخامسة والستون عاماً فما فوق. يوجد لكل 100 أنثى 98.3 ذكر، ويوجد لكل 100 أنثى في الثامنة عشر من عمرها فما فوق 96.4 ذكر.
بلغ متوسط دخل الأسرة في القرية 27,969 دولار، أما متوسط دخل العائلة فبلغ 37,857 دولار. وكان متوسط دخل الذكور 25,000 دولار مقابل 19,875 دولار للإناث. وسجل دخل الفرد الخاص بالقرية 11,973 دولار.

### تعداد عام 2010
بلغ عدد سكان فاندربيلت 562 نسمة بحسب تعداد عام 2010، وبلغ عدد الأسر 237 أسرة وعدد العائلات 145 عائلة مقيمة في القرية. في حين سجلت الكثافة السكانية 497.3 نسمة لكل ميل مربع (192.0/كم2). وبلغ عدد الوحدات السكنية 278 وحدة بمتوسط كثافة قدره 246.0 لكل ميل مربع (95.0/كم2).
وتوزع التركيب العرقي للقرية بنسبة 95.6% من البيض و 0.9% من الأمريكيين الأصليين و 0.7% من الأمريكيين الأفارقة و 2.8% من عرقين مختلطين أو أكثر.
بلغ عدد الأسر 237 أسرة كانت نسبة 26.6% منها لديها أطفال تحت سن الثامنة عشر تعيش معهم، وبلغت نسبة الأزواج القاطنين مع بعضهم البعض 45.6% من أصل المجموع الكلي للأسر، ونسبة 13.1% من الأسر كان لديها معيلات من الإناث دون وجود شريك، بينما كانت نسبة 2.5% من الأسر لديها معيلون من الذكور دون وجود شريكة وكانت نسبة 38.8% من غير العائلات. تألفت نسبة 33.3% من أصل جميع الأسر من أفراد ونسبة 14.4% كانوا يعيش معهم شخص وحيد يبلغ من العمر 65 عاماً فما فوق. وبلغ متوسط حجم الأسرة المعيشية 3.01، أما متوسط حجم العائلات فبلغ 2.37.
بلغ العمر الوسطي للسكان 44 عاماً. وكانت نسبة 21.7% من القاطنين تحت سن الثامنة عشر، وكانت نسبة 7.9% بين الثامنة عشر والأربعة وعشرون عاماً، ونسبة 21.9% كانت واقعةً في الفئة العمرية ما بين الخامسة والعشرون حتى والأربعة وأربعون عاماً، ونسبة 30.3% كانت ما بين الخامسة والأربعون حتى الرابعة والستون، ونسبة 18.1% كانت ضمن فئة الخامسة والستون عاماً فما فوق. وتوزع التركيب الجنسي للسكان بنسبة 48.8% ذكور و51.2% إناث.